# Luis Poggi
Luis Poggi Cebrero (datas desconhecidas) foi um ciclista peruano. Defendeu as cores do Peru em dois eventos nos Jogos Olímpicos de 1948, em Londres.